# Batalla de Vasylkiv
La batalla de Vasylkiv fue un enfrentamiento militar entre la Federación de Rusia y Ucrania que comenzó el 26 de febrero de 2022, durante la invasión rusa de Ucrania de 2022.

## La batalla

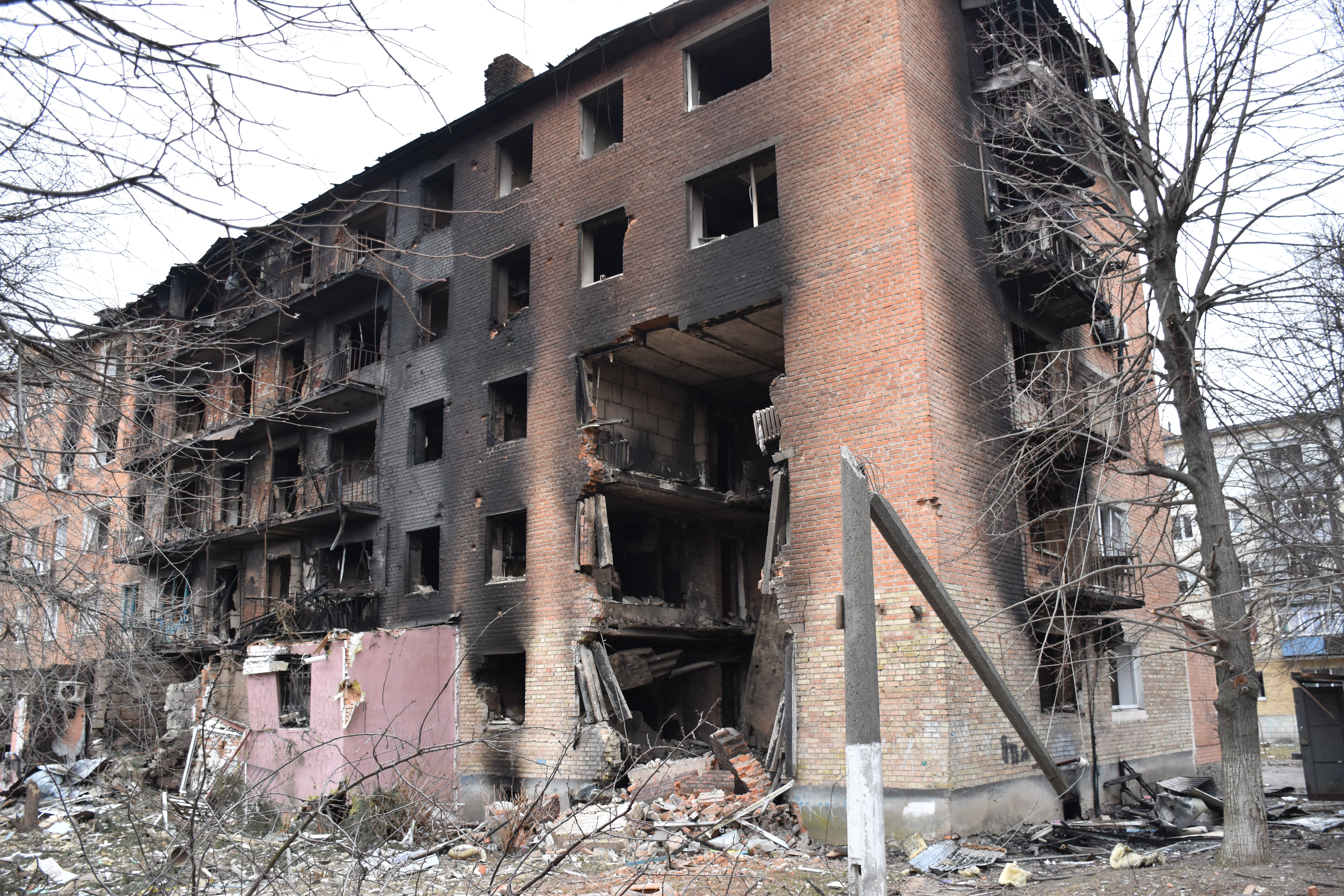
Las ruinas de un edificio en Vasylkiv el 5 de marzo de 2022.

En la madrugada del 26 de febrero, los paracaidistas rusos comenzaron a aterrizar cerca de la ciudad de Vasylkiv, a solo 40 kilómetros al sur de Kiev, en un intento de asegurar la base aérea de Vasylkiv. En la ciudad se han producido intensos combates entre los paracaidistas rusos y los defensores ucranianos.
A la 01:30 (UTC+2), el Estado Mayor de las Fuerzas Armadas de Ucrania afirmó que un avión de combate Su-27 ucraniano derribó un Ilyushin Il-76 ruso que transportaba paracaidistas. A las 03:20, un segundo Il-76 fue derribado sobre la cercana ciudad de Bila Tserkva.
La alcaldesa de Vasylkiv, Natalia Balasynovych, declaró que más de 200 ucranianos resultaron heridos en el enfrentamiento. Más tarde afirmó que las fuerzas ucranianas habían repelido el asalto de los paracaidistas rusos en la base aérea militar cerca de la ciudad y la calle central, y que la situación en la ciudad se había calmado. The Wall Street Journal informó que las fuerzas ucranianas patrullaban la ciudad por la mañana y buscaban a los rezagados rusos.
En la madrugada del 27 de febrero, un misil ruso golpeó un depósito de petróleo en Vasylkiv y lo incendió.